# Petr Čermák (politik)
Petr Čermák (* 22. ledna 1953 Liberec) je český lékař, podnikatel, po sametové revoluci československý politik, poslanec Sněmovny lidu Federálního shromáždění za Občanské fórum, v 90. letech politik a místopředseda ODS, ministr vnitra ČSFR, poslanec České národní rady a po vzniku samostatné České republiky poslanec Poslanecké sněmovny.

## Biografie
Vystudoval Lékařskou fakultu hygienickou Univerzity Karlovy v Praze.
V listopadu 1989 stál u vzniku Občanského fóra v Liberci. V lednu 1990 zasedl za OF v rámci procesu kooptací do Federálního shromáždění po sametové revoluci do Sněmovny lidu (volební obvod č. 60 – Liberec, Severočeský kraj). Ve Federálním shromáždění setrval do konce funkčního období, tedy do svobodných voleb roku 1990.
Ve volbách v roce 1990 přešel do České národní rady, kde od roku 1991 působil jako poslanec nově vzniklé ODS, jejímž místopředsedou se stal hned od počátku, fakticky před formálním ustavením této strany (od 4. března 1991 byl místopředsedou přípravného výboru ODS). V této funkci ho potvrdil ustavující kongres ODS v dubnu 1991. Později byl výkonným místopředsedou strany (1992–1994). Jeho vliv ve straně ovšem klesal. Již na 4. kongresu ODS v listopadu 1993 byl na post místopředsedy zvolen až ve druhém kole. Dlouhodobě ovšem zasedal v zákonodárných sborech. Mandát v ČNR obhájil ve volbách v roce 1992 (od vzniku samostatné České republiky v lednu 1993 ČNR transformována na Poslaneckou sněmovnu Parlamentu České republiky). Předtím ještě ve vládě Jana Stráského zastával v roce 1992 post posledního federálního ministra vnitra. V dolní komoře parlamentu setrval i po volbách v roce 1996 a zasedal zde až do konce funkčního období, tedy do předčasných voleb v roce 1998.
Byl spojován s řadou afér a po roce 1998 odešel ze všech významných politických funkcí.
V 80. letech 20. století byl členem horolezeckého oddílu HO TJ Český Ráj.